# Établissements C. Roux et fils
Les Établissements C. Roux et fils, dits usine Roux, sont une usine de parqueterie et tonnellerie située à Belleville en Beaujolais, en France. L'usine Roux constitue un site patrimonial exceptionnel présentant l'histoire d'une des plus grandes entreprises industrielles de la région entre les XIXe et XXe siècles.

## Description
En pleine opulence, l'usine était censée se suffire à elle-même. Le site, construit sur un schéma fonctionnel, abrite les bâtiments des métiers de la scierie, de la parqueterie et de la tonnellerie. L'ensemble des ateliers et aires de stockage s'étendront sur près de 2 hectares desservis par une voie métrique de chemin de fer propre à l'usine.
Le développement de l'usine est lié à la région viticole et s'inspire de l'organisation du modèle familial, des Établissements C.J. Bonnet, fondés par Claude-Joseph Bonnet.
Ainsi, l'entreprise se déploiera au cours du temps pour être représentative d'un tournant dans le monde du travail de l'époque. Avec elle, on passe :
- de l'artisanat à l'industrie,
- d'un travailleur aux multiples tâches à des travailleurs aux tâches limitées,
- d'un travailleur aux taches manuelles à un travailleur aidé par la machine.

L’activité s’est mécanisée au début du XXe siècle avec une machine à vapeur (des établissements Piguet) qui fonctionnait écologiquement avec les débris de bois et un chemin de fer permettant le transport de la marchandise.
L'usine Roux était un des plus gros employeurs de la ville comptant plus de 100 salariés, jusqu'en 1992, date de sa fermeture.
Le rayonnement de l’usine dépasse les frontières du département du Rhône, puisque quelques dossiers des travaux, notamment en parqueterie sont situés en région Auvergne-Rhône-Alpes, Provence-Alpes-Côte-d’Azur. De même, la revue des livres comptables accrédite cela et permet de démontrer l'étendue de sa clientèle, allant de la France entière à l’étranger : Monaco, Vienne, Budapest, Genève, Liverpool ou Turin.

## Historique
L'histoire des Établissements C. Roux et fils s'établit en 4 phases, développées par les descendants du fondateur Charles Roux : 

### 1848 à 1896 - Création de l'activité de merranderie et développement

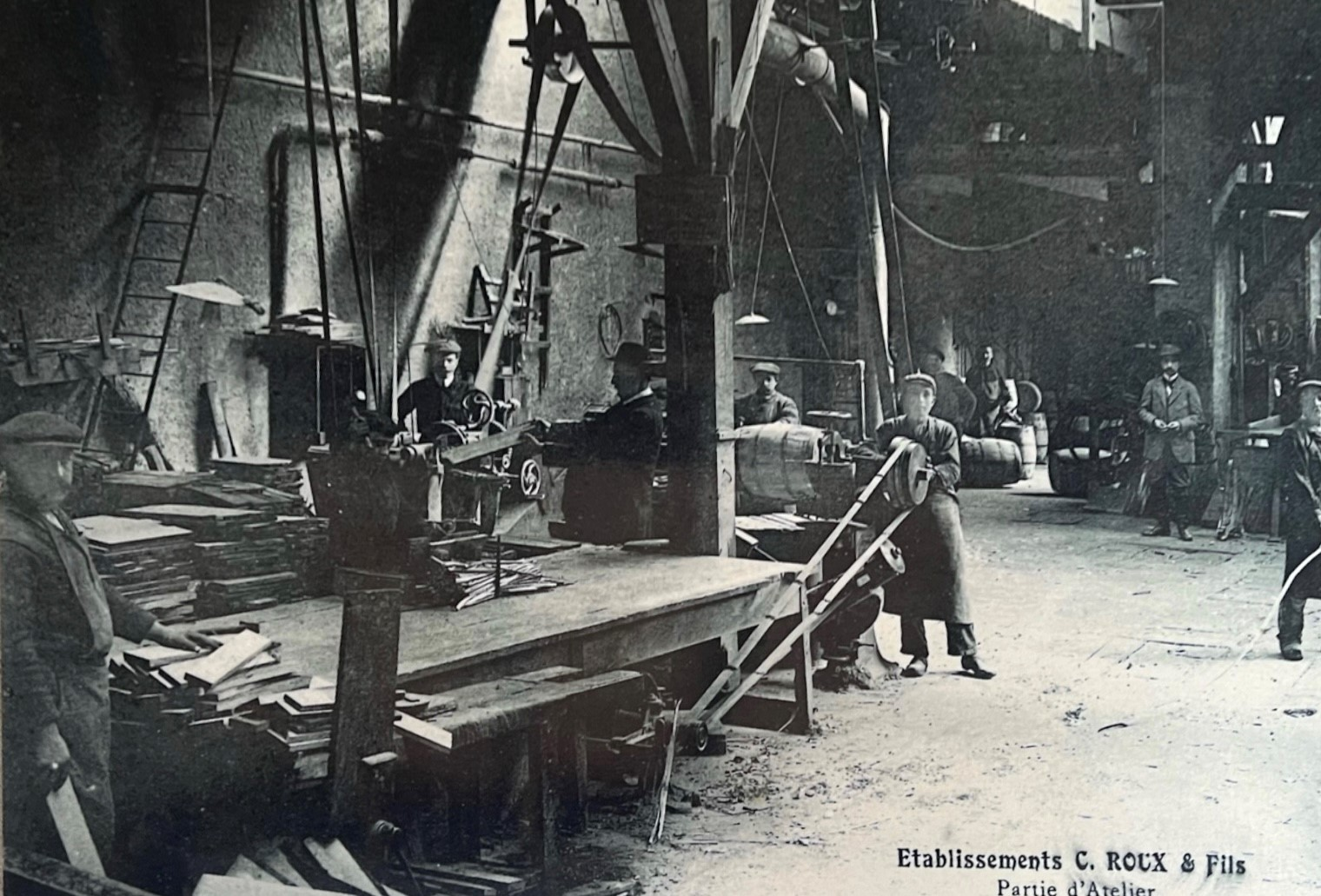
Tonnellerie - Partie d'ateliers

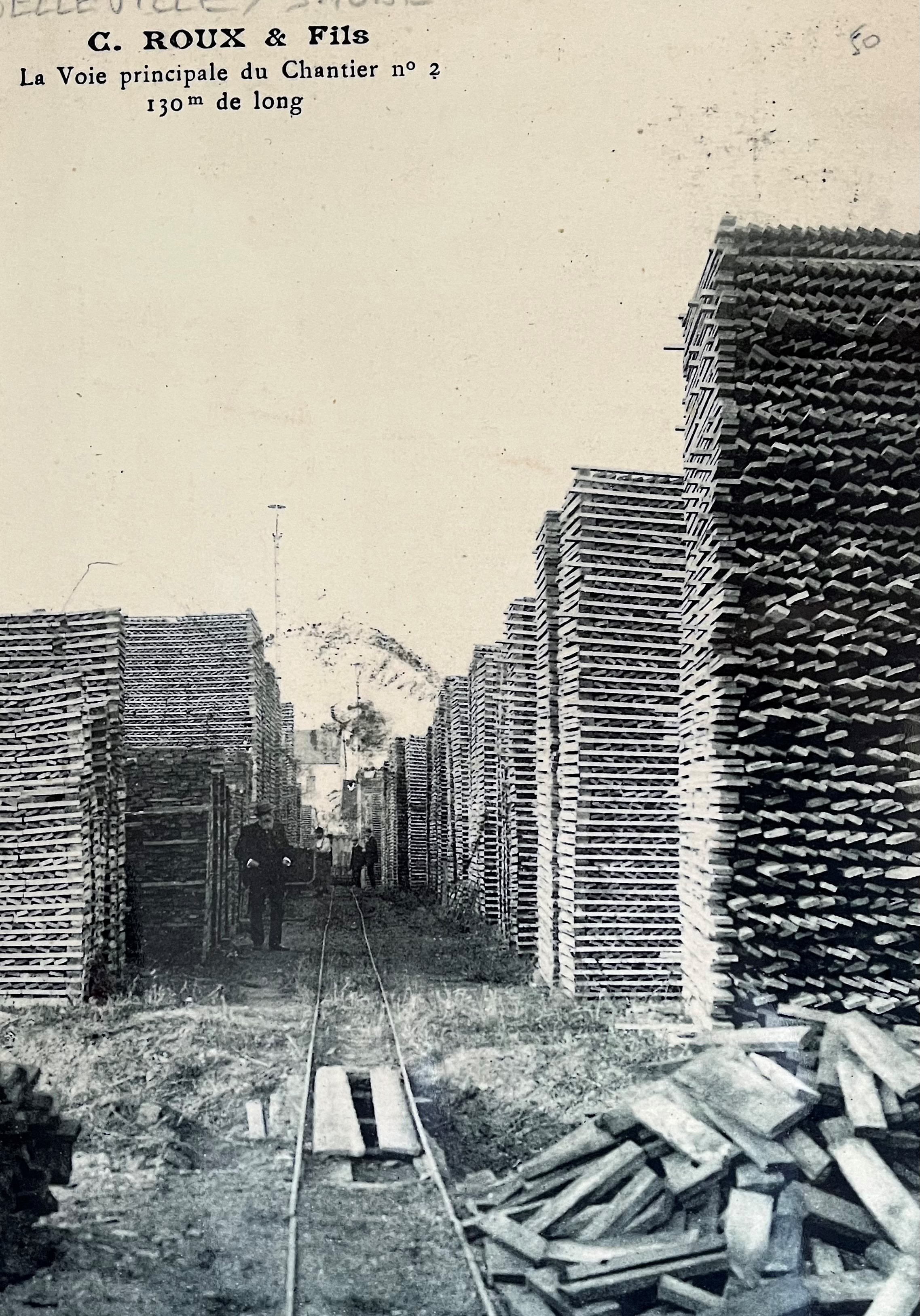
Séchage avec aperçu des rails

La première phase commence en 1848, lorsque César Roux, issu d'une famille de grands spécialistes lyonnais du bois merrains nécessaire à la fabrication des douelles (les planches courbées qui forment les  tonneaux), installe à Belleville-sur-Saône, au lieu-dit "la Croisée" n°6, une usine spécialiste de merranderie.  
L'emplacement est choisi pour sa proximité de la route nationale, de la Saône et des voies de chemin de fer (le tronçon allant de Chalon-sur-Saône à Lyon-Vaise ouvre en 1854).     
Rapidement, l'usine se déploie et développe son organisation. La surface des terrains permet l'entreposage et le séchage du bois. L'usage d'une voie métrique est un symbole de l'avancée technologique de l'entreprise, augmentant la rapidité d'exécution des taches et le confort des employés.  

### 1896 à 1927 - Développement en parqueterie et tonnellerie - Mécanisation

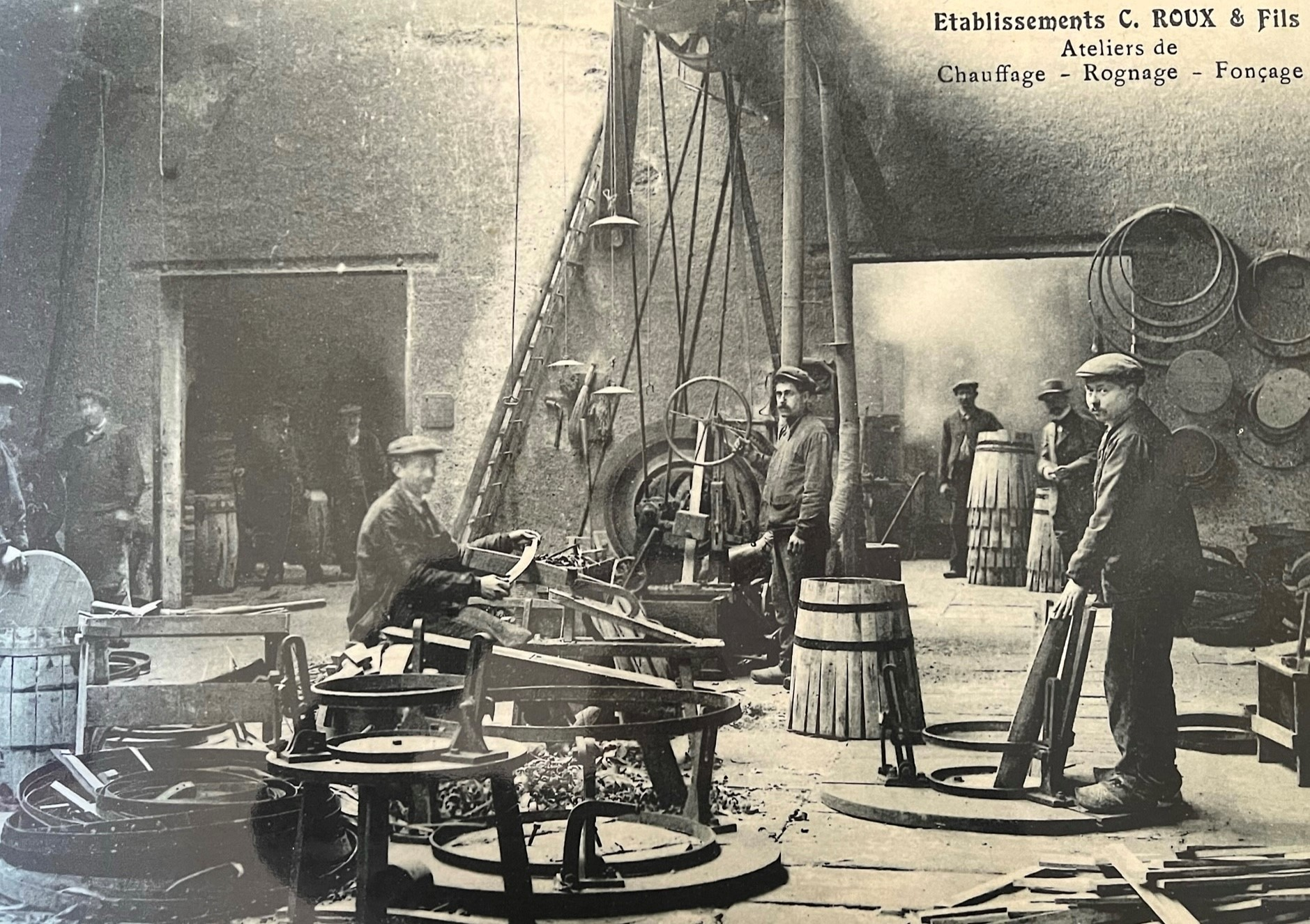
Ateliers de chauffage, rognage et fonçage

La seconde phase permet l'étoffement de la gamme de produit. La merranderie devient une industrie spécialiste du parquet et de la tonnellerie. Cette phase permet de démontrer la poursuite des investissements technologiques : l'usine Roux est en route vers la mécanisation des ateliers.  
En 1896, Charles Roux (1854-1921), fils de César, s’associe avec Eugène Richoux pour monter une parqueterie et en 1903 pour fonder une tonnellerie mécanique.  
Les deux fils de Charles, Victor (1879-1947) et César (1884-1927), entrent dans l’entreprise. Victor, futur gendre de Eugène Richoux, a la charge de la comptabilité et César achète le bois, en allant chercher la marchandise dans toute l’Europe : Pologne, Tchécoslovaquie ou encore Yougoslavie.   
Afin d'étendre leur panel commercial, les dirigeants proposent désormais à leurs clients des locations de futailles, le commerce de bois merrains, la fabrique de futs, la fabrique et la pose de parquets.  

### 1927 à 1968 - Prospérité de l'activité industrielle et développement des services associés

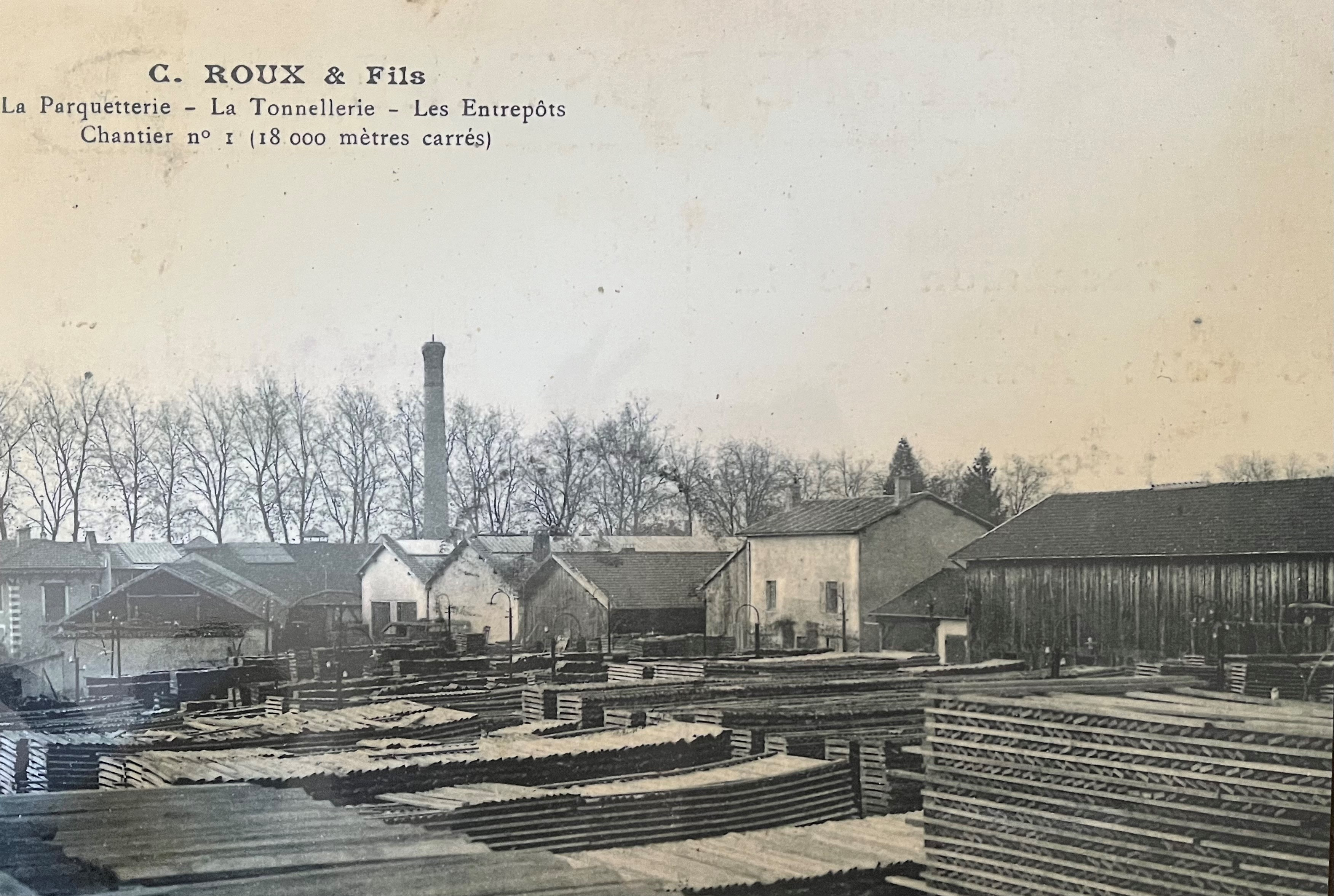
Vue de la parquetterie, de la tonnellerie et des entrepôts

César décède en 1927, Victor reste seul à la tête de l’usine jusqu’en 1932, quand son neveux Charles (1911-1979), fils ainé de César (1884-1927) et arrière-petit-fils du fondateur César Roux, entre à son tour dans l’usine.  
En 1947, après la mort de Victor, Charles prend seul la direction et devient majoritaire dans l’usine. De nouveaux investissements sont réalisés et la notoriété de l'entreprise se poursuit. C’est à cette période qu’il scinde la société en deux et créée l’entreprise Beaujolais Futailles, chargée de la location de demi-muids. Également, sera créée l'entreprise Boimer, chargée quant à elle de fournir le service de pose de parquet.  
Fin décembre 1968, l’usine ne faisant plus un chiffre d’affaires suffisant, l’activité cesse. Les bâtiments, ainsi que le matériel resteront en l'état.  

### 1968 à 2015 - Fin de l'activité industrielle
La prospérité du site sera maintenue par Charles Roux, dernier propriétaire des Établissements C. Roux et fils, jusqu'à son décès en 1979. 
La poursuite du développement des activités annexes aux Établissements C. Roux et fils est réalisée par l'entreprise Boimer, dirigée par Victor Roux (né en 1945), dernier propriétaire des lieux et fils de Charles Roux. L'arrêt définitif  de l'activité industrielle s'opère en 1992. 
Les bâtiments, ainsi que le matériel et les archives sont restés en l’état, jusqu’à l’achat du lot par la commune de Belleville le 22 décembre 2015. 
Dès lors, la plus grande partie de l'Usine est acquise par un promoteur immobilier et le site actuel acheté par la commune de Belleville-en-Beaujolais. La commune souhaite en faire le témoin précieux du patrimoine industriel bellevillois de la 1re moitié du XXe siècle.

## Conservation
Les archives ont été conservées dans les bâtiments de l’usine Roux depuis sa fermeture. En juin 2016, elles ont ensuite été transportées dans les locaux de la mairie, puis transférées aux Archives départementales et métropolitaines. 
La commune de Bellevillle a acheté les bâtiments de la tonnellerie en 2015 pour y aménager un musée.  
L'association L'USINE, créée le 7 juin 2018, travaille à la restauration et à la valorisation des bâtiments qui sont constitués de la cour, des bureaux, d'un atelier, de deux chaudières à eau, de la machine à vapeur qui alimentait la chaîne de production et de la cheminée. Des visites commentées du site (le bureau de l’usine avec sa cabine téléphonique d’époque, la salle d’accueil de l’atelier et sa chaudière de 1900, la salle de la machine à vapeur de 1900 en état de marche, une seconde chaudière de 1940 avec puits de lumière mettant en valeur les détails de son fonctionnement, la grande cheminée extérieure et ses imposants 30 mètres de haut) sont réalisées par les membres de l'association.
Le site est généralement ouvert lors des journées du patrimoine.

## Présentation des ateliers

### Ateliers de tonnellerie

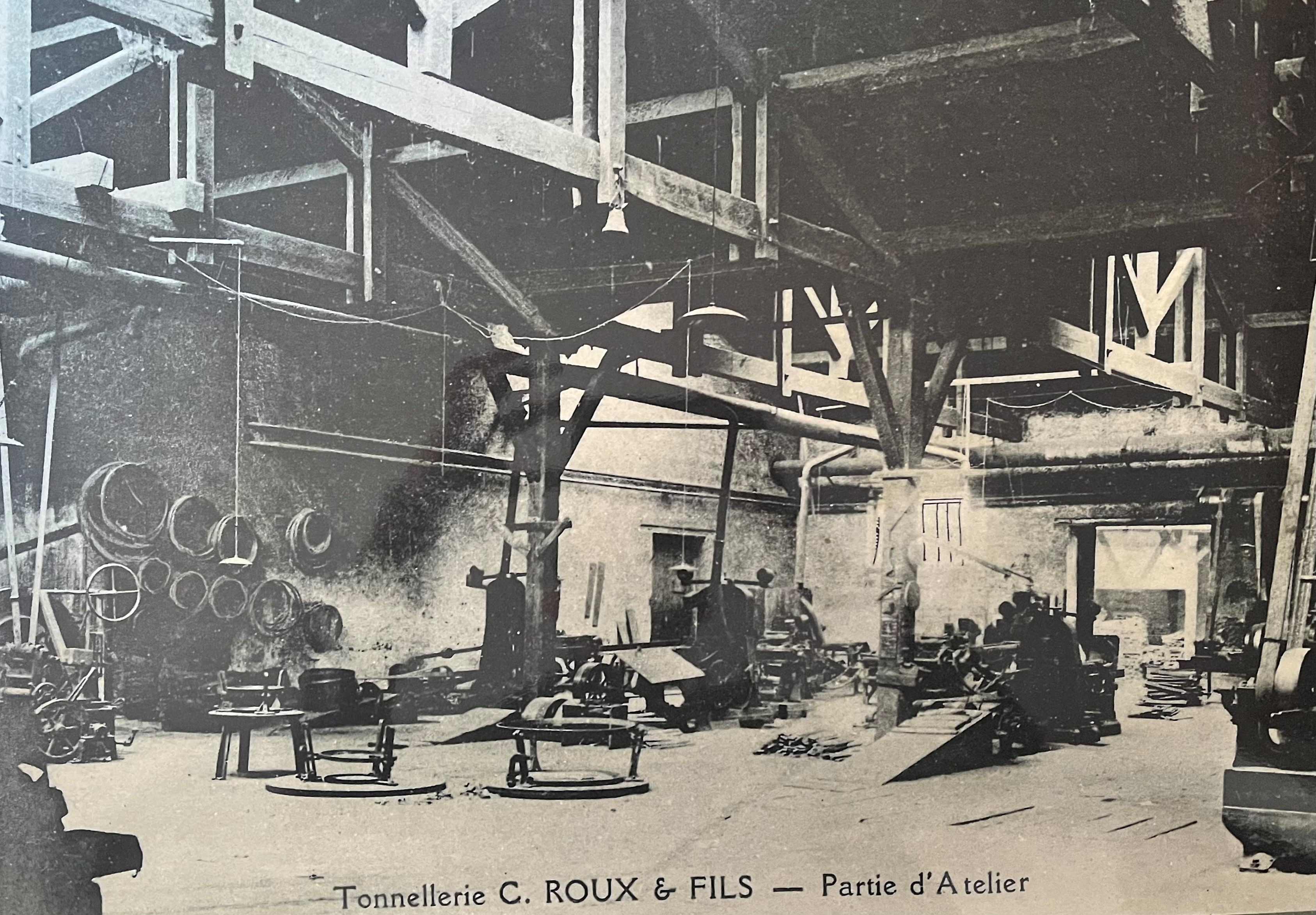
Tonnellerie - Partie d'atelier
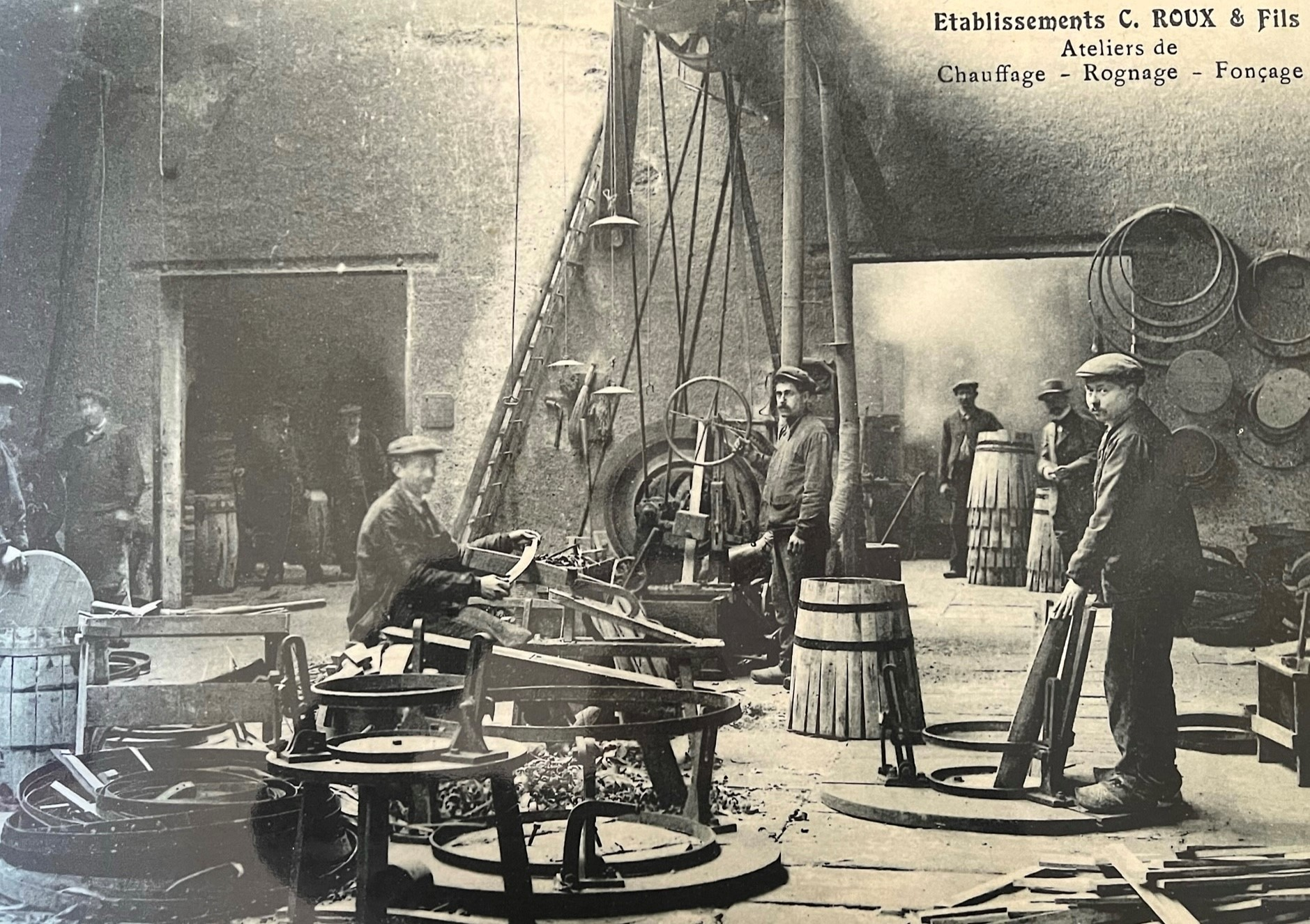
Tonnellerie - Ateliers de chauffage, rognage et fonçage

### Ateliers de parqueterie

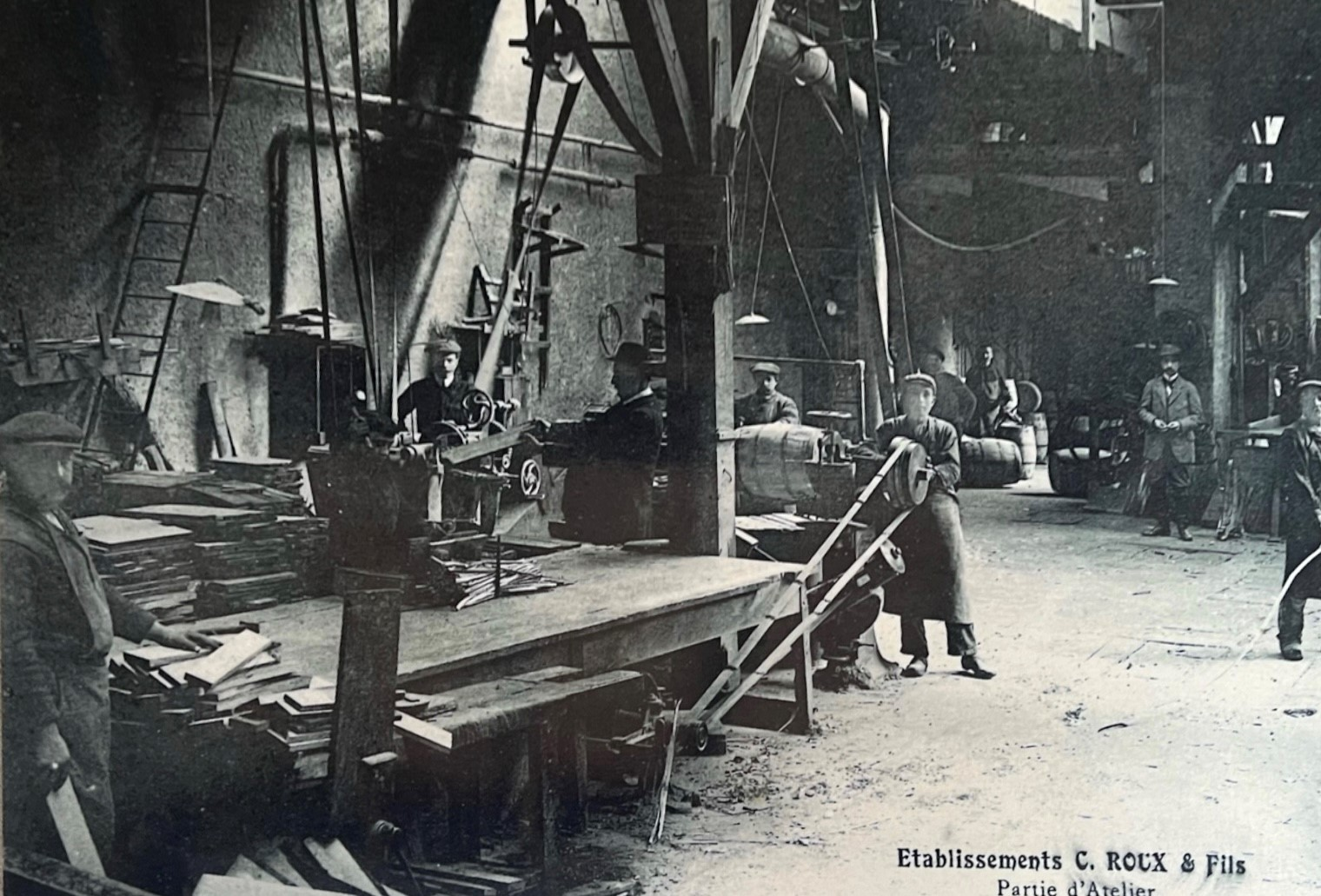
Parqueterie - Partie d'atelier
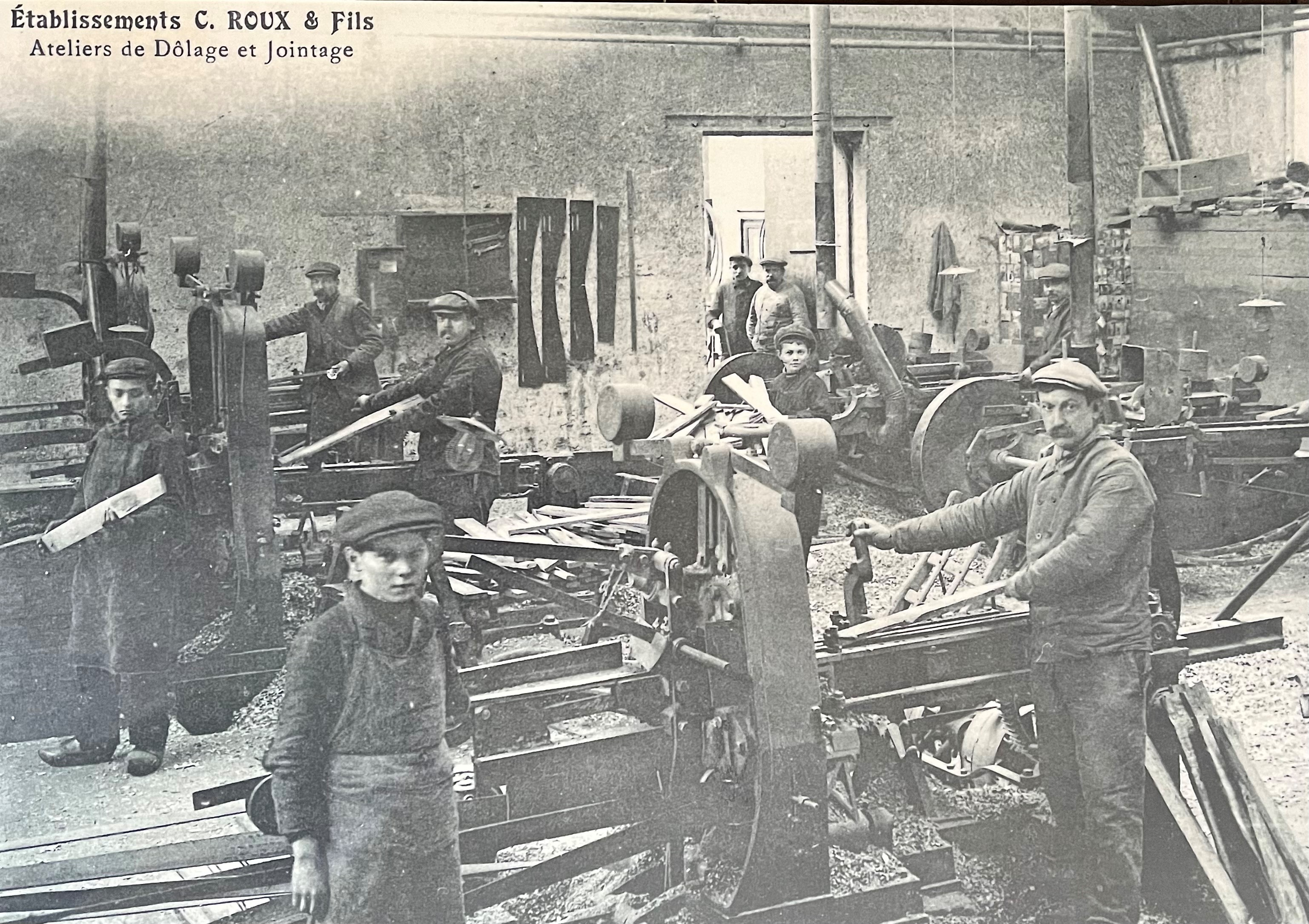
Parqueterie - Atelier de dôlage et jointage

### Voie métrique

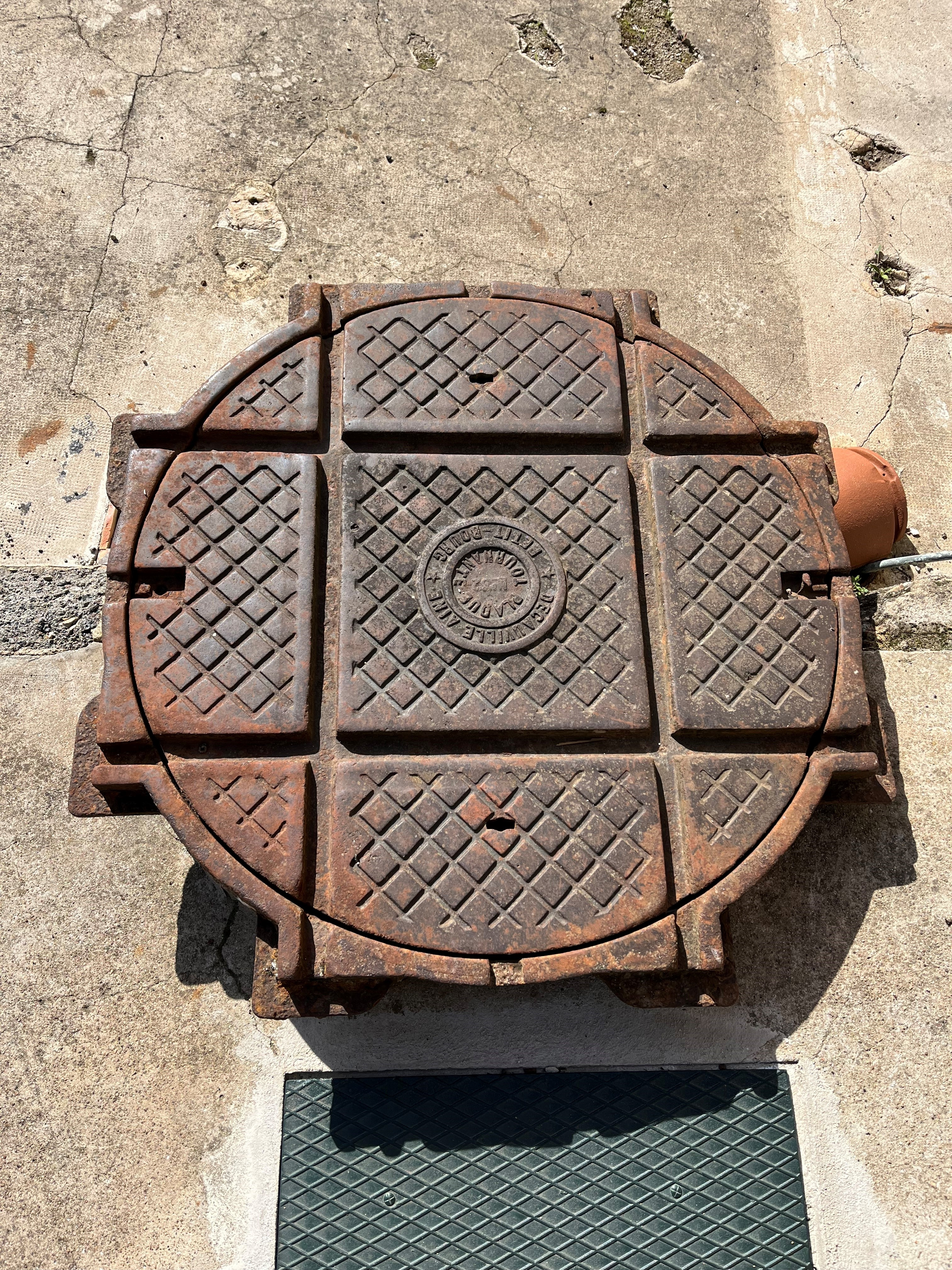
Aiguillage du train
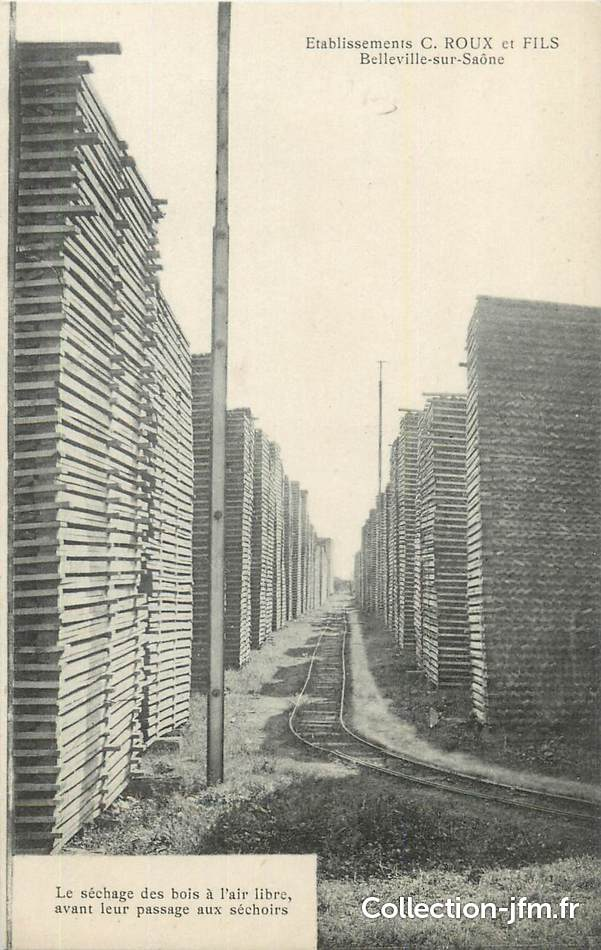
Atelier de séchage et voie métrique

### Machine à vapeur

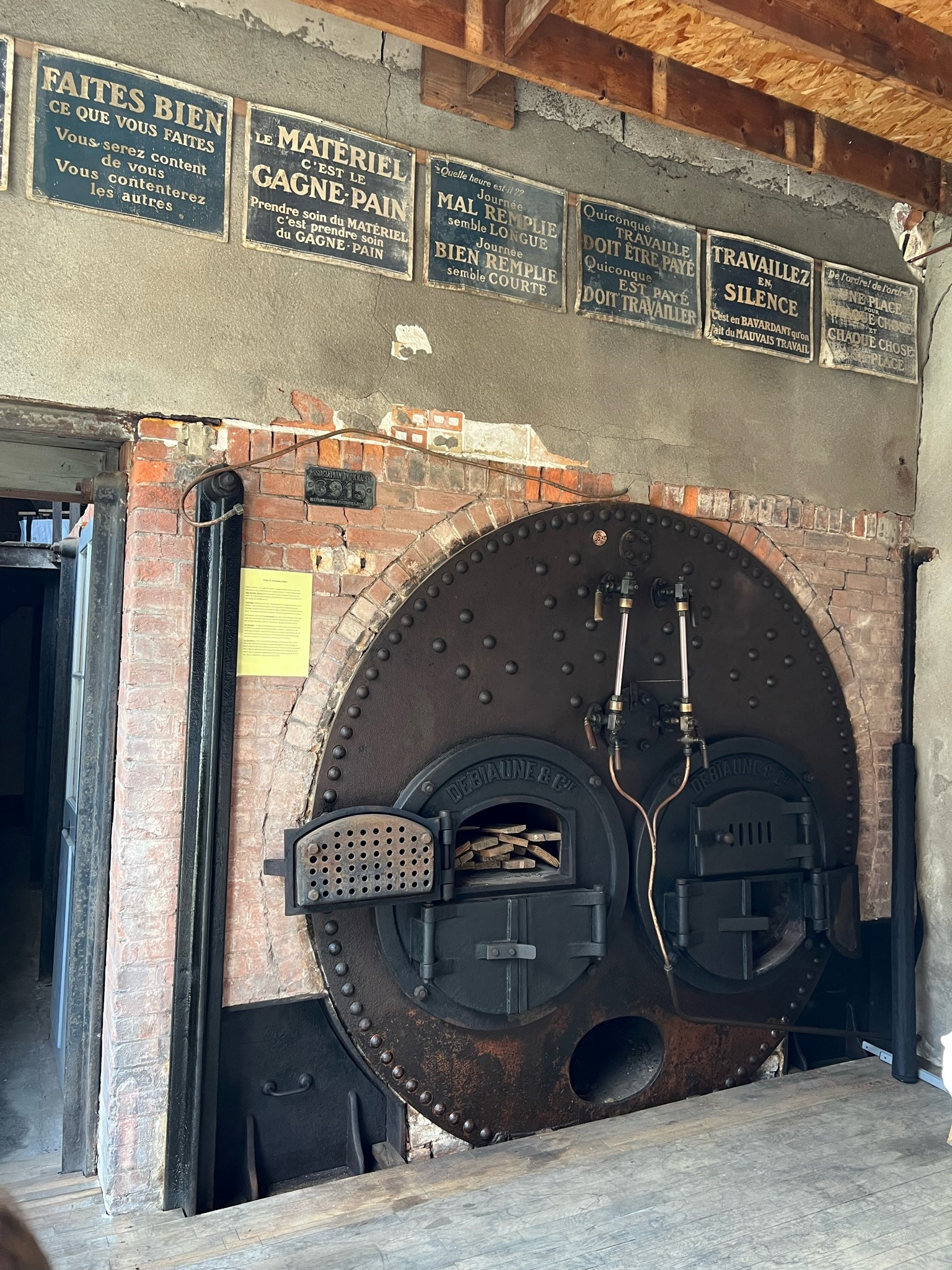
1ère chaudière

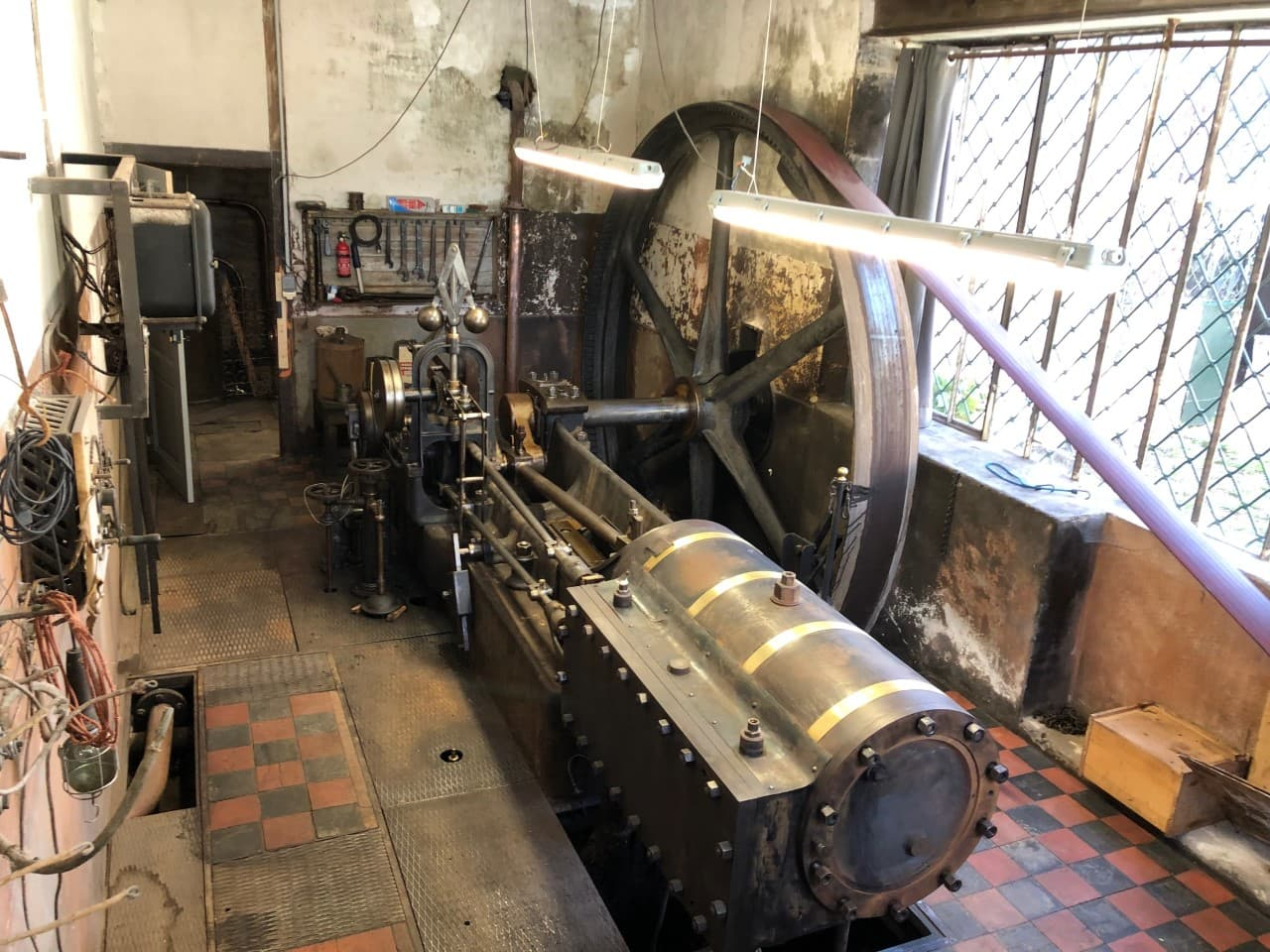
Dernière machine à vapeur fabriquée par les établissements Piguet

Sur la gauche, nous pouvons observer la première chaudière installée pour alimenter la machine à vapeur. Cette pièce était a l’origine (1898) consacrée aux chargement en bois et charbon de la chaudière. À la suite d'un grave incendie et de la décision des dirigeants de produire conjointement de la parqueterie , cette chaudiere fut remplacée vers 1903 par la seconde , deux fois plus puissante car de type tubulaire . La premiere chaudiere devenant " de secours" la pièce a été transformée en vestiaire des chauffeurs et un parquet a été posé. Nous pouvons apercevoir les pancartes de mobilisation des salariés.
Sur la droite, nous observons la machine à vapeur actuelle, des établissements Piguet. Cette machine, entretenue aux bons soins de l'association l'USINE est aujourd’hui mise en mouvement grâce à une alimentation électrique.